# Anglais écossais
Ne doit pas être confondu avec Gaélique écossais ou Scots.
L'anglais écossais est la variété régionale de l'anglais en usage en Écosse, appelée en anglais Scottish English ou Scottish Standard English. C'est la langue écrite usuelle en Écosse dans les textes non littéraires. Elle ne doit pas être confondue avec le scots, langue germanique très proche mais distincte de l'anglais moderne. Bien que les deux noms aient souvent été employés l'un pour l'autre, l'usage moderne est de séparer clairement les deux.
L'anglais écossais est le résultat de l'interférence linguistique entre le scots et l'anglais à partir du XVIIe siècle. Le passage de nombreux locuteurs du scots à l'anglais se fit au prix de nombreux compromis phonologiques et transferts sémantiques, ainsi que de phénomènes d'hypercorrection. L'orthographe, la ponctuation et la grammaire de l'anglais écossais suivent généralement l'usage de l’Oxford English Dictionary. L'anglais des Highlands diffère un peu de celui des Lowlands, en ce qu'il reflète une plus grande influence phonologique, grammaticale et lexicale de la langue de substrat, le gaélique écossais.

## Prononciation
En dépit de variations régionales et sociales, l'anglais écossais possède un certain nombre de traits de prononciation caractéristiques.
L'anglais écossais est une variété rhotique de l'anglais, ce qui signifie qu'il prononce les /r/ en fin de syllabe (contrairement à la Received Pronunciation mais comme la majorité des accents de l'anglais américain). Phonétiquement, le son peut être réalisé comme un r spirant [ɹ] comme en Received Pronunciation, mais la réalisation comme r battu [ɾ] est courante également. Moins souvent, il s'agit d'un r roulé [r].
Les timbres des différentes voyelles sont conservés distincts devant /r/ :
- Alors que les autres variétés d'anglais y ont confondu devant les voyelles /ɛ/, /ɪ/ et /ʌ/ au profit de cette dernière réalisation, l'anglais écossais conserve la distinction et emploie ainsi des voyelles différentes dans herd « troupeau », bird « oiseau » et curd « caillé ».
- La différence est préservée entre les séquences /or/ et /ur/ : les mots shore « côte, grève » et sure « sûr, certain » sont donc prononcés différemment, de même que pour « verser » et poor « pauvre ».
- De nombreux locuteurs différencient les séquences /or/ avec o fermé et /ɔr/ avec o ouvert et différenciant donc hoarse « rauque » de horse « cheval ».

D'autres différences dans le système vocalique :
- La quantité vocalique n'est pas distinctive phonologiquement : comme en scots, les voyelles sont réalisées brèves ou longues selon leur environnement phonétique, selon la loi d'Aitken[3]. Certaines voyelles comme /i/, /u/ ou /æ/ sont généralement longues, mais elles s'abrègent devant une consonne nasale ou occlusive sonore. Cela ne se produit pas toutefois en limite de morphème, et side « côté » reste donc distinct de sighed « soupira ».
- Sous l'influence du scots, la voyelle /ʊ/ n'existe pas et est remplacée par /u/, réalisée souvent très en avant : phonétiquement [ʉ] ou même [y]. Cela résulte en des homophonies dans des paires comme pull « tirer » et pool « flaque, mare, étang, bassin ».
- Les voyelles /ɒ/ et /ɔː/ ne sont pas distinguées, et des mots comme cot « lit d'enfant » et caught « pris » deviennent donc homophones.
- Les réalisations phonétiques de nombreuses voyelles sont différentes de la Received Pronunciation. Le tableau ci-dessous en résume les principaux traits (la correspondance ne s'applique pas régulièrement à tous les mots, pris isolément).

| RP  | Écossais   | Exemples            |
| --- | ---------- | ------------------- |
| ɪ   | ɪ          | bid, pit            |
| iː  | i          | bead, peat          |
| ɛ   | ɛ          | bed, pet            |
| eɪ  | e          | bay, hey, fate      |
| æ   | a          | bad, pat            |
| ɑː  | a          | balm, father, pa    |
| ɒ   | ɔ          | bod, pot, cot       |
| ɔː  | ɔ          | bawd, paw, caught   |
| əʊ  | o          | beau, hoe, poke     |
| ʊ   | ʉ          | good, foot, put     |
| uː  | ʉ          | booed, food         |
| ʌ   | ʌ          | bud, putt           |
| aɪ  | ae ~ əi    | buy, ride, write    |
| aʊ  | ʌu         | how, pout           |
| ɔɪ  | oi         | boy, hoy            |
| juː | jʉ         | hue, pew, new       |
| ɜː  | ɪr, ɛr, ʌr | bird, herd, curd    |
| ə   | ə          | Rosa, runner, about |

Il existe également certaines particularités au niveau des consonnes :
- L'anglais écossais conserve la distinction ancienne entre /w/ et /ʍ/ (écrits w et wh respectivement) et distingue ainsi des paires minimales homophones en Received Pronunciation, comme witch « sorcière » et which « quel(le), lequel(le) ». Le segment /ʍ/ peut aussi s'analyser comme la réalisation d'un groupe /hw/.
- L'anglais écossais possède un phonème /x/ dans les emprunts au scots et au gaélique écossais, qui a une valeur emblématique (notamment dans le mot loch). Certains Écossais prononcent également ainsi le ch des mots d'origine grecque, comme technical, patriarch, etc.[4].
- Le l a une prononciation vélarisée [ɫ] (l dit « sombre »), mais dans les régions où se parlait le gaélique jusqu'à récemment, comme le Dumfries and Galloway, le l peut être non-vélarisé et donc prononcé [l] (L dit « clair »).
- Les pluriels en -ths (baths « bains », youths « jeunes gens ») sont souvent réalisés /θs/ et non /ðz/ ; with « avec » est prononcé /wɪθ/ (/wɪð/ en Angleterre).
- Le registre familier (en particulier chez les jeunes hommes) peut utiliser le coup de glotte comme allophone de /t/ après voyelle (butter « beurre » est alors réalisé [ˈbʌʔər]), prononcer le suffixe -ing « sans g » (c'est-à-dire avec la nasale [n] plutôt que [ŋ]) et changer [θ] en [h] dans certains contextes.

## Grammaire
Il existe peu de différences de grammaire avec les autres variétés d'anglais, mais la forme progressive s'emploie typiquement avec une plus grande fréquence qu'ailleurs, comme avec certains verbes de sens statif (I'm wanting a drink « Je veux un verre »). Au futur, la forme progressive indique souvent une supposition (You'll be coming from Glasgow « Tu dois venir de Glasgow »).
L'usage des prépositions est souvent particulier.
En registre familier, shall et ought font défaut, l'emploi de must pour l'obligation est marginal et may est rare.

## Particularités lexicales

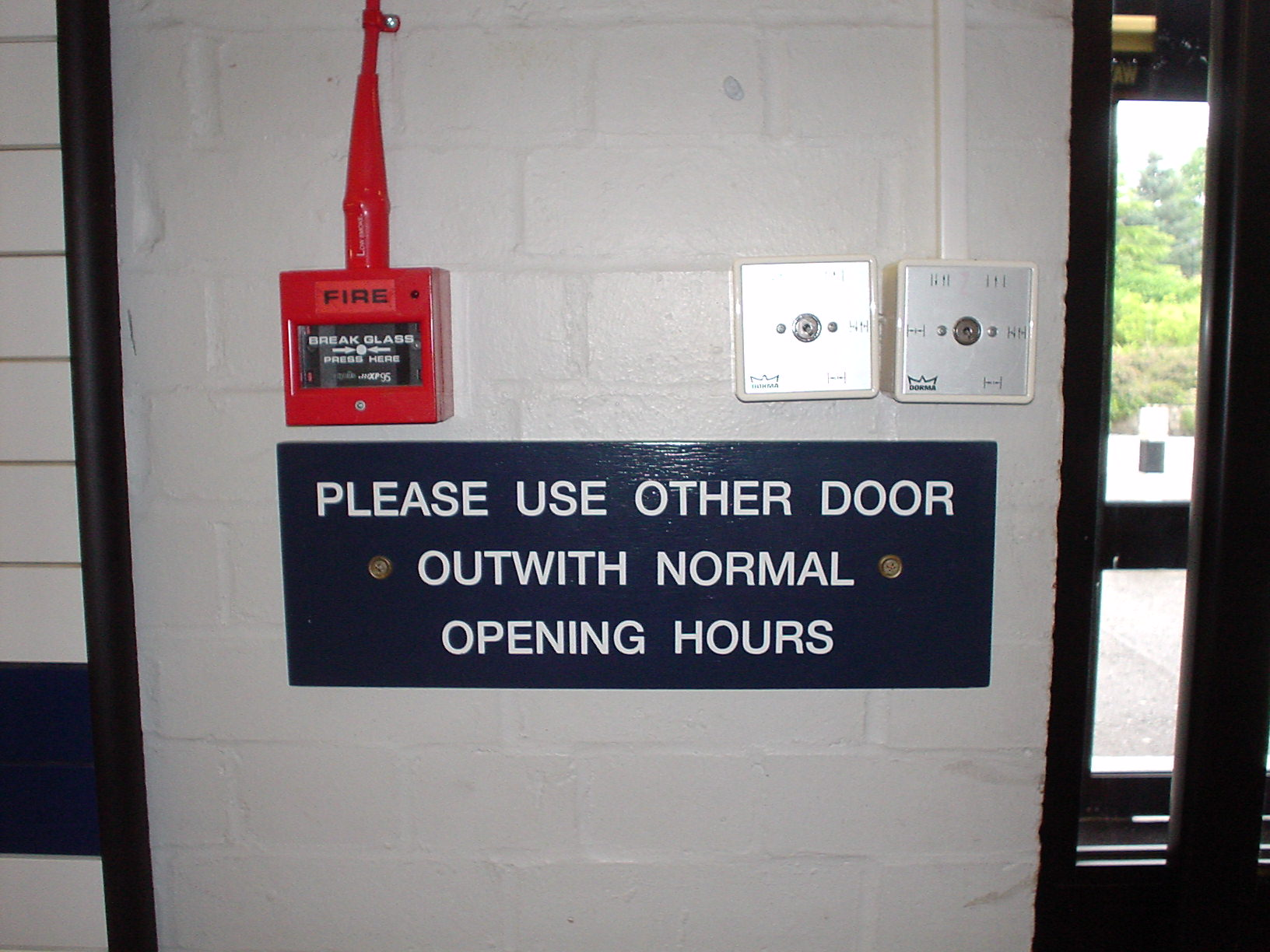
Emploi de outwith sur un écriteau en Écosse.

L'anglais écossais possède un certain nombre de mots peu usités au sud du Royaume-Uni (ainsi que dans d'autres variétés d'anglais) ; certains font partie du vocabulaire général, tels que outwith « hors de » (plutôt que outside ou beyond), jotter « cahier », wee « petit » (mot du scots, employé aussi en anglais irlandais), pinkie « petit doigt, auriculaire » (plutôt que « little finger »), janitor « concierge, gardien » (plutôt que caretaker) ; d'autres désignent des réalités culturelles spécifiques, comme haggis ou caber.
En certains lieux, il existe un registre assez important de termes familiers (en commun avec le scots); par exemple shan « dur, pas juste », gadge « type, gars » et peeve « bibine ».
Il existe un large vocabulaire spécifique dans le domaine légal et administratif, hérité du scots (souvent sous une forme anglicisée) : depute pour deputy, proven pour proved, interdict pour injunction et sheriff substitute pour acting sheriff.
D'autres différences concernent plutôt l'usage de certains mots : stay s'emploie pour live au sens d'« habiter » (Where do you stay? pour « Où est-ce que tu habites? »), doubt pour fear dans le sens de « craindre » (I doubt it will rain pour « je crains qu'il ne pleuve »). Correct est souvent préféré à right au sens d' « exact » (right y signifie plutôt « moralement juste »).
Il existe un certain nombre d'idiotismes, qui se retrouvent cependant dans d'autres formes d'anglais britannique ou américain, majoritairement influencé par le scots :
- It's your shot. plutôt que It's your turn « C'est ton tour »
- My hair is needing washed. ou My hair needs washed plutôt que My hair needs washing. « Il faut que je me lave / fasse laver les cheveux. »
- Amn't I invited? plutôt que Am I not invited? « Ne suis-je pas invité ?»
- How not? plutôt que Why not? « Pourquoi pas ? »
- What age are you? plutôt que How old are you? « Quel âge avez-vous ? ».

L'emploi de How? dans le sens de « Pourquoi ? » est particulier à l'anglais d'Écosse, d'Irlande du Nord et du nord de l'Angleterre.
Comme les Écossais utilisent souvent à la fois le scots et l'anglais écossais en fonction de la situation, l'influence du scots est grande, et il peut être difficile de déterminer si une forme tirée du scots est véritablement un emprunt en anglais écossais ou s'il ne s'agit que d'une alternance de code linguistique. Comme cas limites, on peut citer aye pour yes « oui », ken pour know « savoir, connaître », ou no pour not « ne pas ». Le critère décisif est de savoir si le locuteur emploierait ces formes sans réserve dans une situation requérant un registre soutenu.